# Даниил (Александров)
Епи́скоп Дании́л (в миру Дми́трий Бори́сович Алекса́ндров; 15 сентября 1930, Одесса, УССР, СССР — 26 апреля 2010, Эри, Пенсильвания, США) — епископ Русской православной церкви заграницей (РПЦЗ), епископ Ирийский, викарий Восточно-Американской епархии. Окормлял единоверцев, находящихся в единстве с Русской православной церковью заграницей.
Известный в русском зарубежье иконописец, ученик иконописца Пимена Софронова, церковный архитектор, знаток богослужебного устава и древнерусского знаменного пения, канонических правил и церковной истории, автор литературных произведений, переводчик.
Являлся членом Синодального архитектурного комитета РПЦЗ, членом парижского общества «Икона».

## Биография
По материнской линии приходился правнуком контр-адмиралу князю Дмитрию Максутову. Морским офицером был и его отец, Борис Александров, который в советские годы работал техником в обсерватории по исследованию магнетизма.
В 1938 году их семья была вынуждена переехать на Урал, в город Златоуст, так как представители советской власти узнали, что когда-то отец Борис Александров был белогвардейцем, и он был уволен с работы. В Златоусте Борис Александров был принят разнорабочим на металлургический комбинат, но на третий день после переезда, 4 апреля 1938 года, был арестован, и судьба его оставалась неизвестной до открытия советских архивов, когда выяснилось, что Борис Александров был казнён вскоре после ареста.
Юный Димитрий вместе с матерью вернулся в Одессу, где его мать, скрипачка высокого класса, занималась исполнительской и преподавательской деятельностью.
В 1944 году, во время оккупации Одессы румынскими войсками, стал псаломщиком в церкви. В том же году эмигрировал с матерью в Румынию, затем переехал в Австрию. После войны жил в швейцарском лагере для перемещённых лиц в Фельдкирхене, затем в столице Швейцарии Женеве. В 1949 году переехал в США, где встретил своего деда князя Дмитрия Дмитриевича Максутова.
Живя в США, окончил среднюю школу в Вайнленде, штат Нью-Джерси. В 1950 году был пострижен во чтеца и в 1952 году поступил в Свято-Троицкую духовную семинарию в Джорданвилле. В эти годы Димитрий Александров познакомился со старообрядческим иконописцем Пименом Софроновым, который обучил Димитрия мастерству иконного письма. Одной из самых ранних его работ в качестве иконописца стала икона для иконостаса летней резиденции митрополита Анастасия в Ново-Коренной пустыни Махопаке, штат Нью-Йорк. В 1958 году окончил с отличием Свято-Троицкую семинарию, получив диплом бакалавра богословия.
Знакомство с Пименом Софроновым способствовало росту интереса Димитрия к старообрядчеству, и он посвятил свою жизнь тому, чтобы в какой-то мере исцелить рану раскола XVII столетия. Уже в зрелом возрасте владыка Даниил отмечал, что в его семье не было старообрядческих корней, но, живя среди старообрядцев, он проникся к ним большим уважением. Он желал привлечь их в лоно Русской православной церкви заграницей, видел, что многие из старообрядцев не имели священства, и хотел помочь им обрести полноту церковных таинств. Будучи человеком широких интересов, он изучал также древнеассирийское пение у епископа Урмийского Иоанна (Геваргизова).
В 1964 году его исследования в области древних чинов весьма пригодились при поставлении нового первоиерарха РПЦЗ митрополита Филарета, так как впервые в своей истории РПЦЗ выбрала первоиерарха, который ещё не был митрополитом, а многие были не уверены в том, как производится настолование митрополита в этом случае. Однако благодаря исследованиям чтеца Димитрия Александрова Архиерейский синод смог воспроизвести чин поставления митрополита согласно тому, как это делалось на Руси в XV веке ещё до учреждения патриаршества.
1 августа 1965 года архиепископом Никоном (Рклицким) рукоположён в сан диакона, в том же году митрополитом Филаретом рукоположён во священника, после чего окормлял единоверцев в посёлке Чураевка, штат Коннектикут, одновременно занимаясь иконописью и церковной архитектурой. Создал проект Иоанно-Предтеченского собора в Вашингтоне, Троицкого храма в городе Вайнленде, Свято-Владимирского храма-памятника на Владимирской горке, Покровского храма в Пало-Алто и других. Он мог не только разработать проект иконостаса или паникадила, но и собрать это металлическое паникадило, а также сам занимался резьбой по дереву. В 1969 году он начал издавать журнал «Наследие», посвященный вопросам церковного искусства.
В 1973—1974 годах проповедовал среди старообрядцев в Сиднее (Австралия). Австралийские старообрядцы даже предлагали ему быть посвящённым в их епископа, но отец Димитрий отказался, указав, что его епископская хиротония возможна только от иерархов РПЦЗ.
Составил проект резолюции по отмене клятв, наложенных на старые обряды и их держателей в XVII веке. Данный проект был принят на III Всезарубежном соборе Русской зарубежной церкви в 1974 году.
В 1979 году возведён в сан протоиерея.
В июле 1988 года митрополит Виталий вновь предложил протоиерею Димитрию епископство. Отец Димитрий напомнил митрополиту, что для этого потребуется отказаться от служения старообрядцам, чего он по-прежнему не хочет делать. Тогда священник Пимен Саймон, клирик старообрядного храма Рождества Христова в городе Эри, штат Пенсильвания (который присоединился к Русской зарубежной церкви 24 июля 1983 года) напомнил митрополиту Виталию давнее стремление митрополита Антония учредить единоверческую иерархию. Митрополит Виталий согласился, что это будет решением проблемы.
Архиерейский синод Русской православной церкви заграницей принял решение хиротонисать отца Дмитрия во епископа Ирийского. Перед хиротонией Дмитрий принял монашеский постриг с именем Даниил.
14 августа 1988 года в Синодальном Знаменском соборе в Нью-Йорке хиротонисан во епископа Ирийского, викария Восточно-Американской и Нью-Йоркской епархии РПЦЗ. Хиротонию по старому обряду совершили митрополит Виталий, архиепископ Сан-Францисский Антоний (Медведев), епископ Чикагский и Детройтский Алипий (Гаманович) и епископ Манхэттенский Иларион (Капрал). Храм Рождества Христова в Эри, штат Пенсильвания, стал его кафедральным храмом.
18 марта 1992 года Архиерейский синод РПЦЗ в связи с болезнью епископа Павла (Павлова) избрал епископа Даниила управлять Австралийской и Новозеландской епархией «со всеми полномочиями и прерогативами правящего архиерея». 5 августа 1993 года он вернулся в США и вскоре был освобождён от обязанностей временного управляющего Австралийско-Новозеландской епархией.
В 1993 году посетил возрождающийся подмосковный единоверческий приход в Михайловской Слободе, где был очень тепло встречен и вступил в молитвенное общение с единоверцами Московского патриархата.
В конце 1990-х годов перенёс инсульт. Хотя он и не уходил на покой, после инсульта его деятельность значительно уменьшилась в связи с плохим состоянием здоровья.
В мае 2007 года к нему в Эри приезжали посланники одной из раскольнических групп и пытались его убедить присоединиться к ним и вместе с «епископом» Агафангелом (Пашковским) создать собственный Синод. Епископ Даниил отверг все эти предложения и остался верен Русской зарубежной церкви. По словам священника Иоанна Миролюбова: «Как мне кажется, накануне воссоединения рядом с владыкой постоянно находился келейник, принадлежавший к партии противников. И именно он приводил к епископу Даниилу людей, пытавшихся разыграть с ним вполне определённую антимосковскую политическую карту».
15 июня 2007 года, в связи с подписанием Акта о каноническом общении, официально было распространено заявление епископа Ирийского Даниила, гласившее, что епископ Даниил полагает «союз с Московской патриархией пока что преждевременным»; заявление опровергло прежде распространявшиеся в СМИ сведения о том, что он осуждает Акт. Митрополит Лавр, вернувшись из России, посетил епископа Александра и отметил: «Вы не только отклонили притязания тех, кто полагал использовать ваше имя для успешного создания очередной противоцерковной группы. Несмотря на ваши немощи телесныя, вы нашли в себе достаточно сил, чтобы колеблющиеся и встревоженные чада нашей Церкви смогли увидеть вас воочию, перед видеокамерой, дабы не оставалось никаких сомнений, каково ваше понимание происходящего в Русской Церкви».
В июне 2008 года не прибыл на Архиерейский собор Русской православной церкви по болезни.
21 апреля 2010 года Первоиерарх РПЦЗ митрополит Иларион в ходе архипастырского телефонного совещания доложил членам Архиерейского синода РПЦЗ о тяжёлом состоянии здоровья епископа Ирийского Даниила с просьбой молиться о его здравии и спасении. Скончался утром 26 апреля 2010 года на 80-м году жизни в городе Эри.
Отпевание состоялось 28 апреля 2010 года в соборе Рождества Христова города Эри. Единоверческую литургию 28 апреля возглавил епископ Манхэттенский Иероним (Шо) в сослужении клириков храма. За Божественной литургией молился епископ Мэйфильдский Георгий (Шейфер). На малом входе по единоверческой традиции священники перенесли гроб через Царские врата в алтарь и положили его с правой стороны алтаря. Во время чтения Евангелия гроб был перенесён на горнее место и в конце литургии был снова поставлен на середине храма. По окончании литургии епископ Георгий и епископ Иероним совершили чин отпевания почившего архипастыря. Погребён на местном Иоанно-Богословском кладбище, где похоронены и многие его прихожане.

## Личные качества и убеждения
Как отмечал протоиерей Пётр Перекрёстов, по характеру всегда был прост и доступен в общении, жил он очень скромно, не имел личных амбиций, был прямолинеен и лишён какого-либо притворства, «…человек, который, <…> научил нас также и тому, что можно быть великим молитвенником, человеком огромной духовности и огромных богословских познаний и при этом иметь в жизни интересы помимо всего этого. Владыка Даниил любил ходить под парусом. Много лет назад, когда он переехал в Ири, он сам строил себе парусник — он хотел заходить на нём в порт Ири — ведь он был епископом Ирийским! Он очень увлекался пушками. Он очень увлекался многими другими вещами, даже оружием. У него в доме стояла пушка, и он стрелял из неё в день Четвертого июля. Он обладал гигантскими способностями к самым разным вещам».
Был знатоком богослужебного устава и древнерусского знаменного пения. Будучи близко знаком как со старым, так и с новым обрядами, считал, что представление о различии между ними сильно преувеличено. Он любил говорить, что это не два разных обряда, а две разновидности одного и того же обряда.
На хорошем уровне знал около 30 языков, изучал древние языки, практически владел основными современными европейскими, классическими и многими восточными. Кроме того, обладал высоким поэтическим даром, переводил древнегреческие басни на русский язык и басни Ивана Крылова на английский язык.
Видел большую опасность в тенденции среди некоторых православных, в том числе и представителей епископата, предсказывания «последних времён». Он напоминал о прямом запрещении Господа «испытывать времена и лета»: «Тем не менее находятся умники, которые пытаются установить время Второго пришествия и конца мира. При этом некоторые представляют чудовищно наивное оправдание: о дне, мол, и часе рассуждать запрещено, но можно рассуждать о годе и месяце».
Предостерегал от того, чтобы назвать Поместные православные церкви безблагодатными. Так, в своей докладной записке Архиерейскому синоду РПЦЗ от 14/27 апреля 1998 года значилось: «Будет крайней смелостью, чтобы не сказать больше, утверждать, что „где-то нет никакой благодати“, то есть требовать от Бога, чтобы Он не смел оказывать милость определённым людям. Понятия „безблагодатность“ нет в Книге правил. Оно мне не встречалось у святых отцов».
В отношении Московского патриархата епископ Даниил, ещё до распада СССР, считал, что между РПЦЗ и Московским патриархатом должно быть установлено евхаристическое общение, однако он боялся, что если, помимо такого общения, будет ещё и «присоединение», то Русская зарубежная церковь может быть поглощена и может потерять свойственный ей дух свободы и соборности.
По словам протоиерея Пимена Саймона, «Владыка Даниил был очень категоричен в этом вопросе — что наша [РПЦЗ] миссия изменилась уже несколько десятилетий тому назад. Она более не состоит в хранении русской культуры и православия до того времени, когда мы вернемся в Россию (ибо большинство так и не вернулись), а в том, как мы <…> веруем, что оно [православие] воистину наследует апостольской Церкви. Таким образом, сейчас наша миссия — представлять православие как альтернативу для тех, кто не доволен тем христианством, которое они встречают на Западе».

## Публикации
- Слово иеромонаха Даниила (Александрова) при наречении во епископа Ирийского. // Православная Русь. 1988. — № 16 (1373).
- Обращение к православным русским людям. // Православная Русь. 1989. — № 3 (1384).
- Особенности двух русских богослужебных традиций. // Православная Русь. 1996. — № 21 (1570).